# HMAS Sydney (D48)
O HMAS Sydney foi um cruzador rápido operado pela Marinha Real Australiana e a oitava e última embarcação da Classe Leander. Sua construção começou em julho de 1933 na Swan Hunter & Wigham Richardson e foi lançado ao mar em setembro de 1934, sendo comissionado na frota australiana em setembro do ano seguinte. Era armado com uma bateria principal composta por oito canhões de 152 milímetros montados em quatro torres de aritlharia duplas, tinha um deslocamento carregado de mais de nove mil toneladas e alcançava uma velocidade máxima de 32 nós.
O Sydney ajudou a impor sanções durante a Crise da Abissínia entre 1935 e 1936. A Segunda Guerra Mundial começou em setembro 1939 e o navio inicialmente escoltou comboios e realizou patrulhas próximas da Austrália. Foi transferido em maio de 1940 para o Mar Mediterrâneo, onde participou de várias operações de escolta de comboios e bombardeios litorâneos. Também esteve presente nas Batalhas do Comboio Espero, Calábria e Cabo Spada entre junho e julho, afundando o contratorpedeiro italiano Espero na primeira e o cruzador rápido Bartolomeo Colleoni na última.
O navio voltou para a Austrália no início de fevereiro de 1941 e continuou seus deveres de patrulha e escolta pelos meses seguintes. O Sydney encontrou em 19 de novembro o cruzador auxiliar alemão Kormoran, mas não o reconheceu imediatamente e o deixou se aproximar. As duas embarcações travaram um ferrenho duelo à curta distância e ambos afundaram. O fato de que todos os tripulantes do Sydney morreram enquanto a maioria dos alemães sobreviveram levou ao surgimento no decorrer das décadas seguintes de várias teorias da conspiração, porém todas sem provas.